# کانلن ننکرو
کانلِن نَنکرو (انگلیسی: Conlon Nancarrow؛ ۲۷ اکتبر ۱۹۱۲ – ۱۰ اوت ۱۹۹۷) یک آهنگساز اهل ایالات متحده آمریکا و مکزیک بود.
او که زادهٔ ایالات متحده آمریکا بود، بیشتر سال‌های زندگی خود را در مکزیک سپری کرد و در سال ۱۹۵۶ میلادی به تابعیت آن کشور درآمد.
کانلن از شاگردان راجر سشنز، والتر پیستن و نیکلاس اسلونیمسکی بود.
علت شهرت او بکارگیری و مطالعات گسترده بر روی «پیانولا» است و یکی از نخستین آهنگسازانی است که از دستگاه‌های مکانیزه و اتوماتیک اجرای موسیقی استفاده کرد و به قابلیت‌های این قبیل ابزارآلات موسیقی (نسبت به توانایی‌های نوازندگی انسان) پی برد.
وی یکی از برندگان کمک‌هزینه گوگنهایم بود.